# Rinhoglozum
Rinhoglozum (lat. Rhynchoglossum), rod trajnica ili jednogodišnjeg monokarpičnog bilja iz porodice Gesnerijevki. Pripadaju mu 14 priznatih vrsta iz tropske Azije, i od Srednje Amerike na jug preko Kolumbije i Ekvadora do Perua.
Listovi su naizmjenični.

## Etimologija
Latinsko ime roda dolazi od grčkog ρυνχος, rhynchos = kljun; i γλωσσα, glōssa = jezik.

## Opis
Rhynchoglossum su višegodišnje ili jednogodišnje monokarpične (koje jednom u životu daju plod) biljke, široko rasprostranjene od Indije i južne Kine do Nove Gvineje, s jednom (ili moguće čak tri) vrste u Americi (Meksiko, Kolumbija, Venezuela). Rastu na vlažnim i sjenovitim (najbolje vapnenačkim) stijenama, u šumi ili na otvorenim, sjenovitim mjestima; obično u nizinama.
Rod je nepogrešiv po (a) neobičnom rasporedu listova koji se naziva naizmjenično-distihozni, (b) vrlo snažno asimetričnim listovima, (c) završnim, jednostranim grozdastim cvatovima i (d) plavo-bijelim cvjetovima s izrazito dvostrukim oblikom vjenčić. Spajanje prijašnjih rodova Klugia (s četiri prašnika) i Rhynchoglossum (s dva prašnika) pokazalo se potrebnim kada je Burtt pronašao međuvrste (parovi prašnika s velikim i malim i/ili sterilnim prašnicima).
Rod Rhynchoglossum posebno je zanimljiv zbog svoje neobične geografske rasprostranjenosti. Rod je član epitematoidne skupine gesnerijada, od kojih su gotovo sve vrste rasprostranjene isključivo u Aziji. Međutim, jedna vrsta ovog roda (R. azureum) nalazi se u Srednjoj Americi i sjevernoj Južnoj Americi. Budući da se R. azureum prvenstveno nalazi u blizini područja značajnih predkolonijalnih ljudskih populacija, postoje neke sugestije da bi njegova prisutnost mogla ukazivati na migraciju ljudi preko Pacifika. Ali jednako je vjerojatno da je izvorna populacija bila rezultat širenja sjemena vjetrom ili preživljavanja biljaka na plutajućim "splavima" olujnog otpada.
R. obliquum ima najveće područje rasprostranjenosti u Aziji, u rasponu od sjeverne i južne Indije do Nove Gvineje, a na sjeveru doseže i južnu Kinu. Zanimljivo je da se vjerojatno najprimitivnija vrsta, R. omeiense, nalazi na sjevernom i sjeverozapadnom rubu područja rasprostranjenosti (što bi moglo biti područje porijekla roda).

## Vrste
1. Rhynchoglossum ampliatum (C.B.Clarke) B.L.Burtt
2. Rhynchoglossum ausculum Patthar. & Poopath
3. Rhynchoglossum azureum (Schltdl.) B.L.Burtt
4. Rhynchoglossum borneense Merr.
5. Rhynchoglossum capsulare Ohwi ex Karton.
6. Rhynchoglossum gardneri W.L.Theob. & Grupe
7. Rhynchoglossum klugioides C.B.Clarke
8. Rhynchoglossum lazulinum A.S.Rao & J.Joseph
9. Rhynchoglossum mirabilis Patthar.
10. Rhynchoglossum notonianum (Wall.) B.L.Burtt
11. Rhynchoglossum obliquum Blume
12. Rhynchoglossum omeiense W.T.Wang
13. Rhynchoglossum saccatum Patthar.
14. Rhynchoglossum spumosum Elmer